# Municipio de Knoxville (Iowa)
El municipio de Knoxville (en inglés: Knoxville Township) es un municipio ubicado en el condado de Marion en el estado estadounidense de Iowa. En el año 2010 tenía una población de 10373 habitantes y una densidad poblacional de 36,33 personas por km².

## Geografía
El municipio de Knoxville se encuentra ubicado en las coordenadas 41°19′16″N 93°5′54″O / 41.32111, -93.09833. Según la Oficina del Censo de los Estados Unidos, el municipio tiene una superficie total de 285.55 km², de la cual 270.21 km² corresponden a tierra firme y (5.37%) 15.34 km² es agua.

## Demografía
Según el censo de 2010, había 10373 personas residiendo en el municipio de Knoxville. La densidad de población era de 36,33 hab./km². De los 10373 habitantes, el municipio de Knoxville estaba compuesto por el 97.23% blancos, el 0.86% eran afroamericanos, el 0.2% eran amerindios, el 0.4% eran asiáticos, el 0.02% eran isleños del Pacífico, el 0.23% eran de otras razas y el 1.06% pertenecían a dos o más razas. Del total de la población el 1.76% eran hispanos o latinos de cualquier raza.